# Jean Engler
Jean Engler es un deportista suizo que compitió en piragüismo en la modalidad de eslalon. Ganó cuatro medallas en el Campeonato Mundial de Piragüismo en Eslalon entre los años 1949 y 1953.

## Palmarés internacional
| Campeonato Mundial | Campeonato Mundial | Campeonato Mundial | Campeonato Mundial |
| Año                | Lugar              | Medalla            | Competición        |
| ------------------ | ------------------ | ------------------ | ------------------ |
| 1949               | Ginebra (Suiza)    | Medalla de oro     | F1 por equipos     |
| 1951               | Steyr (Austria)    | Medalla de bronce  | F1 por equipos     |
| 1953               | Merano (Italia)    | Medalla de oro     | C2 individual      |
| 1953               | Merano (Italia)    | Medalla de plata   | C2 por equipos     |